# IX Waffen-Gebirgskorps der SS (kroatisches)
Il IX. Waffen-Gebirgskorps der SS (kroatisches) (in italiano: IX Corpo d'armata alpino delle Waffen-SS) operò tra il giugno 1944 e il febbraio 1945 nei Balcani.

## Comandanti
| Grado                | Nome                     | Inizio           | Fine             |
| SS-Gruppenführer     | Karl-Gustav Sauberzweig  | 21 giugno 1944   | ? Dicembre 1944  |
| SS-Obergruppenführer | Karl Pfeffer-Wildenbruch | 24 dicembre 1944 | 12 febbraio 1945 |

## Ordine di battaglia

### 16 settembre 1944 - Croazia
| Nome unità                                        |
| Corps Staff 109th                                 |
| SS Corps Signals Battalion                        |
| 509th SS Mountain Artillery Regiment              |
| 509th SS Observation Battery                      |
| 509th SS Flak Battalion                           |
| 509th SS Military Police Troop                    |
| SS Kampfgruppe Dörner                             |
| 118th Jäger Division                              |
| 7. SS-Freiwilligen-Gebirgs-Division "Prinz Eugen" |
| 369. divisione di fanteria (Croazia)              |
| 13. Waffen-Gebirgs-Division der SS "Handschar"    |

### 26 dicembre 1944 - Budapest
| Nome unità |
| Korps Staff 509th |
| SS Mountain Artillery Regiment |
| 509 SS Heavy Observation Battalion |
| 509th SS Flak Battalion |
| 509th SS Military Police Troop |
| 8. SS-Kavallerie-Division "Florian Geyer" |
| 22. SS-Freiwilligen-Kavallerie-Division "Maria Theresa" |
| 13. Panzer-Division |
| 60. Panzergrenadier-Division "Feldherrnhalle" da cui deriverà la Panzer-Division Feldherrnhalle (conosciuta anche con il nome di "Feldherrnhalle SA Panzer-Division")                |
| 271. divisione di fanteria (costituita da: 12. Flaksturm Regiment; 4. SS Polizei Regiment; 4 x ad-hoc Infantry battalions. (compresi elementi sopravvissuti da altre unità militari) |